# SMS Thetis (1900)
Lo SMS Thetis fu un incrociatore leggero della Kaiserliche Marine tedesca, quarta unità della classe Gazelle.
Entrato in servizio nel 1901, l'incrociatore fu impiegato nel corso della prima guerra mondiale principalmente con compiti ausiliari e di difesa costiera nel teatro del mar Baltico, prima di essere ritirato dal servizio di prima linea nel 1917 per essere destinato ad attività di addestramento. Una delle poche unità navali concesse alla Germania dal trattato di Versailles, il Thetis passò nel dopoguerra alla Reichsmarine fino al suo ritiro dal servizio nel 1929.

## Storia
Impostata nei cantieri della Kaiserliche Werft Danzig di Danzica nel 1899, la nave fu varata il 3 luglio 1900 con il nome di SMS Thetis ("Teti" in lingua tedesca); l'incrociatore entrò poi in servizio il 14 settembre 1901 venendo assegnato alle forze da ricognizione della Hochseeflotte. Durante il periodo precedente la prima guerra mondiale l'unità fu frequentemente dispiegata in acque estere: poco dopo la sua entrata in servizio, nel dicembre 1901 l'incrociatore partì per un viaggio alla volta dell'Asia orientale via mar Mediterraneo e Mar Rosso, facendo poi base nella colonia tedesca di Tsingtao per pattugliare e svolgere compiti di presenza nelle acque della Cina; durante la guerra russo-giapponese del 1904-1905 il Thetis fu frequentemente dispiegato al largo delle coste della Corea per prestare assistenza ai cittadini tedeschi sul posto, mentre nel settembre 1905 l'incrociatore fu inviato da Tsingtao a Dar es Salaam, nella colonia dell'Africa Orientale tedesca, durante il periodo della rivolta dei Maji Maji. La nave rimase nelle acque africane fino al marzo 1906, quando fu richiamata in patria; sottoposta a lavori di revisione, fu poi posta in riserva.
Allo scoppio della prima guerra mondiale nell'agosto 1914, il Thetis fu riportato in servizio ma, in ragione della sua obsolescenza, fu relegato al compito di nave da difesa costiera nel mar Baltico. Il 27 aprile 1915 la nave partecipò a un attacco diversivo sull'estremo fianco settentrionale del fronte orientale, bombardando insieme all'incrociatore Lübeck il porto russo di Libau; dieci giorni dopo, l'incrociatore e altre unità navali appoggiarono l'occupazione della stessa Libau da parte dei reparti tedeschi, pattugliando le acque davanti allo scalo per prevenire interventi della flotta russa.
Il 14 maggio 1915 il Thetis andò in soccorso del sommergibile tedesco U-4, finito in avaria al largo dell'isola di Bogskär nel golfo di Finlandia: mentre prendeva a rimorchio il battello avariato, l'incrociatore fu attaccato con una salva di siluri dal sommergibile russo Drakon che tuttavia mancò il bersaglio. Il 3 giugno seguente il Thetis, quattro torpediniere e una nave appoggio idrovolanti tentarono di forzare gli sbarramenti russi dello stretto di Irben per penetrare nel golfo di Riga e stendervi un campo minato; il sommergibile russo Okun tentò di portarsi in posizione di tiro verso il Thetis, ma il suo periscopio fu avvistato da una delle torpediniere tedesche e il battello fu obbligato ad allontanarsi. Il 5 giugno arrivò sulla scena il sommergibile britannico E9, che avvistò il Thetis mentre si riforniva di carbone da un mercantile: lo E9 lanciò una slava di siluri verso le unità, mancando l'incrociatore ma colando a picco il mercantile e danneggiando la torpediniera S148 che si trovava nelle vicinanze. Nell'agosto 1915 il Thetis fece parte della squadra navale tedesca impegnata nella battaglia del golfo di Riga: l'8 agosto, mentre assisteva alle operazioni di forzamento degli sbarramenti russi nello stretto di Irben, il Thetis rimase danneggiato dall'urto con una mina e dovette essere inviato a Windau per le riparazioni.
Nel 1917 il Thetis fu ritirato dalle operazioni belliche e destinato alle attività di addestramento: riequipaggiato con nove dei nuovi cannoni 10,5 cm SK L/45 in impianti per sommergibili, l'incrociatore fu impiegato per l'addestramento degli artiglieri degli U-Boot tedeschi. Sopravvissuto indenne alla guerra, il Thetis fu tra gli otto incrociatori leggeri concessi alla Germania dalle disposizioni del trattato di Versailles, ed entrò di conseguenza nei ranghi della neo costituita Reichsmarine; la nave fu solo leggermente modernizzata e fu impiegata a partire dal 1922 in varie crociere addestrative nelle acque del Baltico. Posta in riserva nel novembre 1924, la nave fu radiata dal servizio il 27 marzo 1929 e venduta per la demolizione alla ditta Blohm & Voss unitamente alle torpediniere V1 e V6 per la somma di 351.000 Reichsmark; lo scafo fu quindi smantellato l'anno seguente nel porto di Amburgo.